# 75 HP

75 HP a fost o revistă literară avangardistă ce îmbinea elemente de constructivism și dadaism. Unicul număr al revistei (dedicat pictopoeziei) a apărut în octombrie 1924 și a fost editată de Ilarie Voronca, Stephan Roll și Victor Brauner. Au mai contribuit cu desene M.H. Maxy și Marcel Janco.

## Retipărire
Revista a fost retipărită de Jean-Michel Place în 1993. Coperta noii ediții (ce conține 36 de pagini) cuprinde o reproducere după desenul de pe coperta vechii ediții; de asemenea, sunt creditați ca autori principali Ilarie Voronca și Victor Brauner și sunt menționați ca și contribuitori Mihail Cosma, Miguel Donville, Filip Brunea-Fox, Marcel Janco, Filippo Tommaso Marinetti, M.H. Maxy, Stephan Roll, M. Ségallene (Arthur Segal?) și Ion Vinea.